# Stegaster
Stegaster is een geslacht van uitgestorven zee-egels, en het typegeslacht van de familie Stegasteridae.

## Soorten
- Stegaster charlesi Lambert, 1931 †
- Stegaster mairei Lambert, 1931 †
- Stegaster novoi Lambert, 1931 †
- Stegaster zonarius Lambert, 1931 †